# Hemerophanes hypoxantha
Hemerophanes hypoxantha är en fjärilsart som beskrevs av Holland 1893. Hemerophanes hypoxantha ingår i släktet Hemerophanes och familjen tofsspinnare. Inga underarter finns listade i Catalogue of Life.